# Шотландская фантазия для скрипки с оркестром
Шотландская фантазия для скрипки с оркестром Op. 46 (англ. Scottish Fantasy, нем. Fantasie für die Violine mit Orchester und Harfe unter freier Benutzung schottischer Volksmelodien) — произведение Макса Бруха, написанное в 1880 году. Посвящена Пабло Сарасате.

## История создания и исполнения
Брух работал над фантазией зимой 1879—1880 гг. в Берлине. Он использовал в произведении ряд шотландских народных мелодий, включая патриотический гимн Scots Wha Hae в финале, что отражено в полном немецком названии фантазии — «со свободным использованием шотландских народных мелодий» (нем. unter freier Benutzung schottischer Volksmelodien). Отмечалось, что Брух и раньше интересовался шотландским музыкальным материалом (в вокальном цикле 1864 года), напрямую наследуя в этом Феликсу Мендельсону (в частности, обозначение темпа финала редкой краской Allegro guerriero воспроизводит аналогичное обозначение, употреблённое Мендельсоном в предисловии к его Шотландской симфонии).
При первых исполнениях Брух ставил в афиши различные названия, в том числе Третий концерт для скрипки с оркестром (в Бреслау в 1888 году). Считается, что Сарасате, которому произведение было посвящено, полагал, что оно должно называться концертом, а Йозеф Иоахим, консультировавший композитора в ходе работы и исполнивший сольную партию на премьере, ратовал за то, чтобы в названии было слово «фантазия».
Иоахим и Ливерпульский филармонический оркестр под управлением автора впервые исполнили Шотландскую фантазию в Ливерпуле 22 февраля 1881 года. Сарасате в дальнейшем также неоднократно исполнял её вместе с автором.
Среди скрипачей, оставивших записи Шотландской фантазии, были Яша Хейфец (1947, в сокращении, и 1961), Майкл Рабин (1957), Давид Ойстрах (1962), Артюр Грюмьо (1973), Сальваторе Аккардо (1977), Ицхак Перлман (1986), Джошуа Белл (2018).

## Состав
1. Introduktion; Grave, Adagio cantabile
2. Scherzo; Allegro
3. Andante sostenuto
4. Finale; Allegro guerriero

Примерная продолжительность звучания 30 минут.

## Интерпретация
«Я представляю себе „Шотландскую фантазию“ Бруха как „лебединую песнь“ героя народной легенды, которого воспевали в старину шотландские барды, аккомпанируя своему „сказу“ на арфе», — писал Леопольд Ауэр.